# Obwód autonomiczny
Obwód autonomiczny – forma autonomii terytorialno-narodowościowej tworzona dla niezbyt licznych narodów zamieszkujących Związek Radziecki. 
Wraz z rozpadem ZSRR pozostałe autonomie tego typu były przekształcane w jednostki innego rodzaju; obecnie w Federacji Rosyjskiej istnieje jeden, pozostały jeszcze z okresu radzieckim obwód autonomiczny - Żydowski OA.